# Kjell Öhman
Kjell Ingemar Öhman, född 3 september 1943 i Enskede, död 5 november 2015 i Trångsund-Skogås församling i Stockholms län, var en framstående svensk musiker (pianist och organist).

## Verksamhet
Öhman var flitigt anlitad som kapellmästare och arrangör till både skivproduktioner och tv-program. Exempel på tv-produktioner han arbetat med är Notknäckarna, Hasse och hans vänner, Café Luleå och Allsång på Skansen. I det sistnämnda var han kapellmästare under 17 säsonger.
Kjell Öhman medverkade på mer än 8000 skivinspelningar. Som exempel på musiker som han samarbetat med kan ges Telstars, Marcus Österdahl, Douglas Westlund, Claes Janson, Meta Roos, Georgie Fame, Alice Babs, Charlie Norman, Svend Asmussen, Arne Domnérus, Simons, Rune Gustafsson, Hans Backenroth, Ulf Lundell, Toots Thielemans, Erik Söderlind och Ulf Wakenius. Öhman Organ Grinders, som bildades 1987, var en grupp bestående av framstående musiker i vilken Kjell Öhman – som namnet antyder – trakterade hammondorgel.

## Utmärkelser
Öhman tilldelades 2006 Jan Johansson-stipendiet, med motiveringen: 
| ” | Pianisten, arrangören och kapellmästaren Kjell Öhman är en av Sveriges mest respekterade musiker. Hans drygt 40 år som flitigt anlitad studiomusiker har givit honom en unik förmåga att smälta in i de mest skiftande sammanhang. Pop, rock, jazz, schlager eller folkmusik; ingen genre är honom främmande. Med andra ord: Kjell Öhman är en musiker helt i Jan Johanssons anda. | „ |

År 2013 tilldelades han Musikerförbundets pris Studioräven.
Kjell Öhman är gravsatt i minneslunden på Skogskyrkogården i Stockholm.